# Il Vangelo secondo Satana
Il Vangelo secondo Satana (L'Évangile selon Satan) è il primo romanzo thriller a sfondo religioso scritto da Patrick Graham, pubblicato per la prima volta in Francia nel 2007 dalla casa editrice Éditions Anne Carrière e in Italia il 27 marzo 2008 dalla casa casa editrice Nord.

## Trama
La storia narra le peripezie dell'agente dell'FBI  Marie Parks e del giovane esorcista cattolico Padre Alfonso Carzo per recuperare un Vangelo apocrifo che (insieme a delle reliquie nascoste dalla chiesa Cattolica) proverebbe che Cristo morì sulla croce dopo aver rinnegato Dio.
A dare la caccia al Vangelo è la setta nota come Fumata Nera di Satana, discendente dei Templari il cui scopo è impadronirsi del Vangelo e rivelarlo al mondo intero per distruggere la Chiesa cattolica dopo aver eletto uno di loro sul trono di San Pietro.

## Edizioni
- Patrick Graham, Il Vangelo secondo Satana, traduzione di Dompè M., Collana Narrativa Nord, Nord, 2007,  p. 530, ISBN 88-429-1532-7.

## Sequel
Nel 2008 viene pubblicato L'Apocalisse secondo Marie, il seguito del romanzo con la stessa protagonista Marie Parks.